# Ginástica artística nos Jogos Olímpicos de Verão de 2020 - Equipes masculinas
A competição por equipes masculinas da ginástica artística nos Jogos Olímpicos de Verão de 2020 ocorreu em 24 e 26 de julho de 2021 no Centro de Ginástica de Ariake, em Tóquio. Um total de 48 ginastas de 12 Comitês Olímpicos Nacionais (CON) participaram do evento.
Após as qualificatórias, onde Japão, China e ROC estavam separados por apenas três décimos de ponto, os atletas do Comitê Olímpico Russo venceram a competição por um décimo de ponto sobre o país anfitrião, o Japão, que ficou com a medalha de prata. A China repetiu sua medalha de bronze dos Jogos Olímpicos de 2016.
Foi o primeiro título dos russos desde os 1996. Com a vitória por equipes das mulheres no dia seguinte, o ROC se tornou a primeira nação a ganhar os títulos por equipes no masculino e feminino nas mesmas Olimpíadas desde que a China o fez em 2008.

## Qualificação
Para chegar às Olimpíadas, um Comitê Olímpico Nacional (CON) precisava garantir uma das 12 vagas por equipes, que foram alocadas por meio do Campeonato Mundial de 2018 (três melhores equipes) e do Campeonato Mundial de 2019 (nove melhores equipes, excluindo as qualificadas em 2018).
China, Rússia (ROC) e Japão obtiveram a vaga através do mundial de 2018, enquanto Ucrânia, Grã-Bretanha, Suíça, Estados Unidos, Taipé Chinês, Coreia do Sul, Brasil, Espanha e Alemanha se classificaram através do mundial de 2019.
Essas 12 equipes competiram na fase qualificatória em 24 de julho, com as oito primeiras avançando para a competição final.

## Calendário
Horário local (UTC+9)
| Data        | Horário | Rodada         | Subdivisão   |
| ----------- | ------- | -------------- | ------------ |
| 24 de julho | 10:00   | Qualificatória | Subdivisão 1 |
| 24 de julho | 14:30   | Qualificatória | Subdivisão 2 |
| 24 de julho | 19:30   | Qualificatória | Subdivisão 3 |
| 26 de julho | 19:00   | Final          | Final        |

## Medalhistas
|  | ROC                                                             |  | JPN Japão                                                   |  | CHN China                                     |
|  | Denis Ablyazin David Belyavskiy Artur Dalaloyan Nikita Nagornyy |  | Daiki Hashimoto Kazuma Kaya Takeru Kitazono Wataru Tanigawa |  | Lin Chaopan Sun Wei Xiao Ruoteng Zou Jingyuan |

## Qualificatória
As oito melhores equipes nas qualificatórias, com base nas pontuações combinadas de cada aparelho, avançaram para a final. Todas as notas em cada aparelho foram somadas para dar a pontuação final da equipe. As pontuações na qualificatória não contam para a final.
| Pos. | CON                |        |        |        |        |        |        | Total   | Notas |
| ---- | ------------------ | ------ | ------ | ------ | ------ | ------ | ------ | ------- | ----- |
| 1    | JPN Japão          | 43.832 | 43.515 | 42.532 | 43.232 | 45.641 | 43.499 | 262.251 | Q     |
| 2    | CHN China          | 43.165 | 43.733 | 41.866 | 44.132 | 46.699 | 42.466 | 262.061 | Q     |
| 3    | ROC                | 43.066 | 42.899 | 43.633 | 44.258 | 45.524 | 42.565 | 261.945 | Q     |
| 4    | USA Estados Unidos | 44.065 | 41.866 | 42.099 | 42.799 | 44.766 | 41.166 | 256.761 | Q     |
| 5    | GBR Grã-Bretanha   | 42.598 | 43.666 | 41.499 | 42.766 | 44.666 | 41.399 | 256.594 | Q     |
| 6    | GER Alemanha       | 40.432 | 41.499 | 40.866 | 42.133 | 44.666 | 40.333 | 249.929 | Q     |
| 7    | SUI Suíça          | 42.232 | 40.099 | 40.765 | 42.065 | 44.966 | 39.066 | 249.193 | Q     |
| 8    | UKR Ucrânia        | 40.332 | 39.498 | 41.198 | 42.532 | 44.299 | 39.633 | 247.492 | Q     |
| 9    | BRA Brasil         | 41.166 | 39.400 | 40.666 | 42.166 | 42.433 | 41.432 | 247.263 | R1    |
| 10   | TPE Taipé Chinês   | 42.366 | 41.166 | 39.699 | 43.233 | 40.299 | 39.500 | 246.263 | R2    |
| 11   | KOR Coreia do Sul  | 43.699 | 37.633 | 40.466 | 43.799 | 39.898 | 39.299 | 244.794 |       |
| 12   | ESP Espanha        | 40.699 | 38.933 | 38.700 | 40.832 | 43.466 | 38.832 | 241.462 |       |

## Final
Na final, disputada em 26 de julho de 2021, cada equipe selecionou três dos quatro ginastas da equipe para competir em cada aparelho. As notas em cada aparelho foram somadas para dar a pontuação final da equipe.
| Pos.              | Equipe               |            |            |            |            |            |            | Total   |
| ----------------- | -------------------- | ---------- | ---------- | ---------- | ---------- | ---------- | ---------- | ------- |
| Medalha de ouro   | ROC                  | 42.632 (2) | 43.140 (4) | 44.399 (1) | 44.765 (1) | 45.099 (2) | 42.465 (4) | 262.500 |
| Medalha de ouro   | Denis Ablyazin       | 13.900     |            | 15.033     | 14.866     |            |            | 262.500 |
| Medalha de ouro   | David Belyavskiy     |            | 14.841     |            |            | 15.333     | 14.166     | 262.500 |
| Medalha de ouro   | Artur Dalaloyan      | 14.066     | 13.833     | 14.666     | 14.933     | 14.600     | 13.933     | 262.500 |
| Medalha de ouro   | Nikita Nagornyy      | 14.666     | 14.466     | 14.700     | 14.966     | 15.166     | 14.366     | 262.500 |
| Medalha de prata  | JPN Japão            | 43.700 (1) | 43.566 (3) | 42.433 (3) | 44.232 (3) | 44.666 (3) | 43.800 (1) | 262.397 |
| Medalha de prata  | Daiki Hashimoto      | 14.600     | 14.800     | 13.833     | 14.833     |            | 15.100     | 262.397 |
| Medalha de prata  | Kazuma Kaya          |            | 14.566     | 14.100     |            | 15.000     | 14.200     | 262.397 |
| Medalha de prata  | Takeru Kitazono      | 14.600     | 14.200     |            | 14.166     | 15.000     | 14.500     | 262.397 |
| Medalha de prata  | Wataru Tanigawa      | 14.500     |            | 14.500     | 15.233     | 14.666     |            | 262.397 |
| Medalha de bronze | CHN China            | 42.132 (4) | 43.966 (1) | 43.599 (2) | 44.332 (2) | 45.199 (1) | 42.666 (3) | 261.894 |
| Medalha de bronze | Lin Chaopan          | 13.166     |            |            | 14.733     |            | 14.133     | 261.894 |
| Medalha de bronze | Sun Wei              | 14.366     | 15.000     | 14.233     | 14.866     | 14.800     | 14.200     | 261.894 |
| Medalha de bronze | Xiao Ruoteng         | 14.600     | 14.166     | 14.366     | 14.733     | 14.933     | 14.333     | 261.894 |
| Medalha de bronze | Zou Jingyuan         |            | 14.800     | 15.000     |            | 15.466     |            | 261.894 |
| 4                 | GBR Grã-Bretanha     | 42.432 (3) | 43.632 (2) | 41.833 (5) | 43.032 (4) | 42.932 (6) | 41.899 (5) | 255.760 |
| 4                 | Joe Fraser           | 13.866     | 14.666     | 14.500     | 14.133     | 14.666     | 14.333     | 255.760 |
| 4                 | James Hall           | 14.033     | 14.000     | 13.600     | 14.233     | 13.100     | 14.200     | 255.760 |
| 4                 | Giarnni Regini-Moran | 14.533     |            | 13.733     | 14.666     | 15.166     |            | 255.760 |
| 4                 | Max Whitlock         |            | 14.966     |            |            |            | 13.366     | 255.760 |
| 5                 | USA Estados Unidos   | 39.965 (7) | 42.099 (5) | 42.166 (4) | 42.899 (5) | 44.266 (4) | 43.199 (2) | 254.594 |
| 5                 | Brody Malone         |            | 14.000     | 14.100     | 14.233     |            | 14.633     | 254.594 |
| 5                 | Sam Mikulak          | 12.133     | 13.733     |            | 14.466     | 15.000     | 14.566     | 254.594 |
| 5                 | Yul Moldauer         | 14.366     | 14.366     | 13.900     | 14.200     | 14.566     |            | 254.594 |
| 5                 | Shane Wiskus         | 13.466     |            | 14.166     |            | 14.700     | 14.000     | 254.594 |
| 6                 | SUI Suíça            | 42.066 (5) | 41.099 (6) | 40.298 (8) | 41.999 (7) | 44.066 (5) | 41.399 (6) | 250.927 |
| 6                 | Christian Baumann    |            |            | 13.166     |            | 14.600     | 13.966     | 250.927 |
| 6                 | Pablo Brägger        | 14.233     | 13.400     | 13.466     | 13.833     | 14.833     | 13.933     | 250.927 |
| 6                 | Benjamin Gischard    | 14.000     | 13.866     |            | 14.000     |            |            | 250.927 |
| 6                 | Eddy Yusof           | 13.833     | 13.833     | 13.666     | 14.166     | 14.633     | 13.500     | 250.927 |
| 7                 | UKR Ucrânia          | 41.232 (6) | 39.999 (7) | 40.866 (6) | 41.499 (8) | 42.233 (8) | 40.565 (7) | 246.394 |
| 7                 | Illia Kovtun         | 13.800     | 14.200     |            |            | 13.233     | 14.433     | 246.394 |
| 7                 | Petro Pakhnyuk       | 13.466     | 12.266     | 12.533     | 13.233     | 15.200     | 13.466     | 246.394 |
| 7                 | Igor Radivilov       |            |            | 14.633     | 14.600     |            |            | 246.394 |
| 7                 | Yevhen Yudenkov      | 13.966     | 13.533     | 13.700     | 13.666     | 13.800     | 12.666     | 246.394 |
| 8                 | GER Alemanha         | 34.832 (8) | 39.200 (8) | 40.333 (7) | 42.366 (6) | 42.765 (7) | 38.999 (8) | 238.495 |
| 8                 | Lukas Dauser         | 11.500     | 12.100     |            | 13.700     | 15.466     | 13.600     | 238.495 |
| 8                 | Nils Dunkel          |            | 13.700     | 13.600     |            | 12.733     | 13.033     | 238.495 |
| 8                 | Philipp Herder       | 11.866     |            | 13.200     | 14.333     | 14.566     |            | 238.495 |
| 8                 | Andreas Toba         | 11.466     | 13.400     | 13.533     | 14.333     |            | 12.366     | 238.495 |